# Pneumodermatidae
Pneumodermatidae is een familie van weekdieren uit de klasse van de Gastropoda (slakken).

## Geslachten
- Abranchaea Zhang, 1964
- Platybrachium Minichev, 1976
- Pneumoderma de Roissy, 1805
- Pneumodermopsis Keferstein, 1862
- Schizobrachium Meisenheimer, 1903
- Spongiobranchaea d'Orbigny, 1836